# Lavandula stoechas subsp. luisieri
Lavandula stoechas subsp. luisieri é uma subespécie de planta com flor pertencente à família Lamiaceae. 
A autoridade científica da subespécie é Rozeira, tendo sido publicada em Agron. Lusit. 24: 172 (1964).
Os seus nomes comuns são rasmonino ou rosmaninho.

## Portugal
Trata-se de uma subespécie presente no território português, nomeadamente em Portugal Continental.
Em termos de naturalidade é endémica da Península Ibérica.

## Protecção
Não se encontra protegida por legislação portuguesa ou da Comunidade Europeia.